# .14-222
La cartouche .14-222 est une cartouche customisée (en) créée en 1985 par Helmut W. Sakschek. Il utilise un étui de .222 Remington dont le collet est resserré pour accepter une balle de calibre .14.